# Ли Жунжун
Ли Жунжун (8 декабря 1944, Сучжоу (Цзянсу) — 21 декабря 2019) — председатель Госкомитета по делам экономики и торговли (2001—2003), председатель Комитета по контролю и управлению государственным имуществом (2003—2010), член ЦК КПК (2002—2012).
Член КПК с 1983 года, член ЦК 16-17 созывов.

## Биография
По национальности ханец.
Окончил химико-инженерный факультет Тяньцзиньского университета по электрохимии, где учился в 1963—1968 годах.
С июля 1968 года по 1986 год прошёл путь от рабочего до директора фабрики.
В г. Уси пров. Цзянсу: в 1986-88 гг. замглавы экономического комитета, в 1988-91 гг. глава бюро лёгкой промышленности, в 1991—1992 гг. возглавлял плановый комитет.
В 1992—1993 гг. замглавы Комитета экономического планирования пров. Цзянсу.
В 1992—1995 годах возглавлял различные отделы, в 1995—1997 гг. ответственный секретарь Госкомитета по делам экономики и торговли.
В 1998—2001 гг. зампред Госкомитета по делам планирования и развития (бывший Госплан).
С 1999 года зампред и зампарторга, в 2001—2003 гг. председатель Госкомитета по делам экономики и торговли Китая. (В 2003 году функции комитета переданы новосозданному министерству коммерции КНР.)
В 2003—2010 годах председатель Комитета по контролю и управлению государственным имуществом.
В 2009—2010 гг. зампредседатель правления Китайского центра международного экономического обмена.
С 2010 года член Государственного энергетического комитета.